# Coelioxys sayi
Coelioxys sayi är en biart som beskrevs av Robertson 1897. Coelioxys sayi ingår i släktet kägelbin, och familjen buksamlarbin. Inga underarter finns listade i Catalogue of Life.